# Эрешкигаль
Эре́шкигаль (аккад. 𒀭𒊩𒆠𒃲 (dereš.ki.gal), дословно «великая подземная госпожа») — в шумеро-аккадской мифологии богиня, властительница подземного царства, известного под названием Иркалла. Старшая сестра и соперница Инанны, богини любви и плодородия, и супруга Нергала — бога подземного царства и палящего солнца. Иногда называлась также Иркаллой по названию своего царства (как и Хель у скандинавов и Аид у греков).
Под властью Эрешкигаль находились семь (иногда больше) судей подземного мира ануннаков. Главный храм, посвящённый ей, находился в Куте.

## В мифологии
Эрешкигаль, вероятно, изначально олицетворяла зимний, непродуктивный период года, подобно тому как Инанна (Иштар) воплощала собой весенне-летний период. Видимо, позднее её основной функцией стал контроль над смертью и загробным миром.
Наиболее подробно об Эрешкигаль рассказывается в гимне «Спуск Иштар в преисподнюю», в котором она выступает как злое и коварное божество смерти, вынуждая Иштар пожертвовать своим супругом Таммузом (Думузи). Другой известный миф с её участием — история её брака с Нергалом.
Некоторые мифы называют первым супругом Эрешкигаль бога Гугаланну, олицетворявшего созвездие Тельца и убитого Гильгамешем. Её сыном от Гугалану называли божество Ниназу. Кроме того, она считалась матерью богини Нунгаль и бога Намтара (причём отцом последнего считали то Нергала, то Энлиля).

### Миф об Эрешкигаль и Нергале
Первоначальная версия этого мифа известна из источника XV—XIV вв. до н. э., обнаруженного в Египте, близ Амарны. В этом коротком тексте содержится рассказ о том, как Нергал в сопровождении демонов спускается в Иркаллу, побеждает Эрешкигаль в поединке и захватывает трон подземного мира; причина этого вторжения не проясняется.
Более подробный вариант мифа датируется VII в. до н. э. и был обнаружен в Уруке. Согласно ему, Нергал посещал владения Эрешкигаль дважды. Причиной конфликта оказалось неподобающее поведение бога на пиршестве, устроенном небожителями: он отказался засвидетельствовать своё почтение посланцу Эрешкигаль, которая не смогла прибыть сама, после чего разгневанная правительница мира мёртвых потребовала, чтобы Нергал явился к ней лично. Нергал избежал ловушек и смог покинуть Иркаллу, однако вынужден был вернуться по требованию Эрешкигаль, угрожавшей в противном случае воскресить всех мертвецов и заполонить ими мир живых; затем между ними состоялось единоборство, в результате которого божества заключили брак и стали править совместно.
Согласно наиболее поздней (возможно, искажённой) версии этого мифа, боги пригласили Эрешкигаль на пиршество, которое они устраивали на небесах, однако та отказалась присутствовать, объяснив это своей боязнью света, и отправила вместо себя слугу по имени Намтар. Его неподобающее поведение разгневало Ану и Эа, и они послали Нергала, чтобы тот покарал Эрешкигаль за нанесённое богам оскорбление. Воинственный Нергал намеревался обезглавить богиню, однако её мольбы о пощаде тронули его, и он взял её в жёны, оставшись в Иркалле.
По мнению исследовательницы Стефани Дэлли, история Эрешкигаль и Нергала может отражать переход от одной религиозной традиции к другой — отказ от поклонения единственному женскому божеству в пользу супружеской пары богов — или же попытку совместить два культа. Так или иначе, все версии мифа вторичны, а его исконный шумерский вариант неизвестен.
Устаревшую трактовку мифа подавал в своей книге 1944 года «Шумерская мифология: исследование духовных и литературных достижений в III тысячелетии до н. э.» шумеролог Сэмюэл Крамер, предположивший согласно вступительному отрывку древнешумерской эпической поэмы «Гильгамеш, Энкиду и преисподняя», что Эрешкигаль была насильно похищена, унесена драконом Куром в подземный мир и была вынуждена стать царицей преисподней против своей воли. Чтобы отомстить за похищение Эрешкигаль, бог воды Энки отправился в лодке убить Кура, который защищался, забрасывая Энки камнями и разгоняя волны. Крамер связывал этот сюжет с древнегреческим мифом о похищении Персефоны, считая последний производным от шумерского. Эта точка зрения, как и само представление о Куре как о конкретном чудовище, а не как о неопределённом термине, обозначающем горы, чужие земли или подземный мир, не поддерживаются современными учёными. Упомянутый отрывок интерпретируется как назначение Энлилем и Ану приданого Эрешкигаль. 